# Kim Dong-hee
Kim Dong-hee (en hangul, 김동희; hanja: 金東希), es un actor surcoreano conocido por haber interpretado a Ha Min en A-TEEN.

## Biografía
Se graduó del Anyang Art High School, en el departamento de teatro y cine. 
Actualmente asiste a la Universidad de Gachon en el departamento de Artes Escénicas.

## Carrera
En septiembre del 2018 se unió a la agencia JYP Entertainment. Y desde el 2019 también forma parte de la agencia "NPIO Entertainment".
El 1 de julio del 2018 se unió al elenco principal de la serie web juvenil A-Teen donde interpretó al inteligente estudiante Ha Min, hasta el final de la temporada el 16 de septiembre del mismo año.
En noviembre del mismo año se unió al elenco recurrente de la serie Sky Castle donde interpretó a Cha Seo-joon, el atractivo hijo de mayor de No Seung-hye (Yoon Se-ah) y el estricto Cha Min-hyuk (Kim Byung-chul).
El 25 de abril del 2019 se unió nuevamente al elenco de la segunda temporada de la serie web A-Teen 2 donde volvió a dar vida a Ha Min, hasta el final de la serie el 27 de junio del mismo año.
El 13 de junio del mismo año junto a los actores Shin Ye-eun, Choi Bo-min, Kim Su-hyun, Ryu Ui-hyun, Kang Min-ah y Lee Na-eunrealizaron una reunión con los admiradores de "A-TEEN 2" para celebrar que la serie había acumulado más de 35 millones de visitas.
El 31 de enero del 2020 se unió al elenco de la serie Itaewon Class donde interpretó a Jang Geun-soo, el hijo ilegítimo de Jang Dae-hee (Yoo Jae-myung), hasta el final de la serie el 21 de marzo del mismo año.
El 29 de abril del mismo año apareció como personaje principal de la serie de Netflix Extracurricular (también conocida como "Human Lessons") donde dio vida a Oh Ji-soo, un estudiante de secundaria que toma una muy mala decisión para obtener dinero para poder pagar la matrícula universitaria.
En enero de 2021 se anunció que se había unido al elenco de la película de acción y espionaje Phantom, que se estrenó en enero de 2023, y donde interpreta a Baek-ho, un joven empleado que trabaja en el registro de mensajes codificados.

## Filmografía

### Series de televisión
| Año       | Título          | Personaje     | Notas                    | Ref.   |
| --------- | --------------- | ------------- | ------------------------ | ------ |
| 2018      | A-Teen          | Ha Min        | 24 episodios - serie web |        |
| 2018-2019 | Sky Castle      | Cha Seo-joon  |                          |        |
| 2019      | A-Teen S2       | Ha Min        | 20 episodios - serie web |        |
| 2020      | Itaewon Class   | Jang Geun-soo | 16 episodios             |        |
| 2020      | Extracurricular | Oh Ji-soo     | 10 episodios             | [ 25 ] |

### Películas
| Año  | Título                      | Personaje  | Notas                                                                                           | Ref.   |
| ---- | --------------------------- | ---------- | ----------------------------------------------------------------------------------------------- | ------ |
| 2020 | Mathematician in Wonderland | Han Ji-woo | junto a Choi Min-sik, Park Hae-joon, Park Byung-eun, Noh Jong-hyun, Kim Young-joo y Jo Yoon-seo |        |
| 2022 | Season of You and Me        | Yoo Jae-ha | junto a Yoo Jae-myung, Kim Hye-jun y Jin Seon-kyu                                               |        |
| 2023 | Phantom                     | Baek-ho    | junto a Park So-dam, Lee Ha-nee, Sol Kyung-gu, Seo Hyun-woo y Park Hae-soo                      | [ 26 ] |

### Programas de variedades
| Año  | Título         | Notas                                 | Ref.          |
| ---- | -------------- | ------------------------------------- | ------------- |
| 2019 | Happy Together | 2 episodios - (ep. #17-18) - invitado | [ 27 ] [ 28 ] |

## Premios y nominaciones
| Año  | Premio                  | Categoría                | Trabajo | Resultado | Ref.   |
| ---- | ----------------------- | ------------------------ | ------- | --------- | ------ |
| 2019 | Brand of the Year Award | Rising Star (Male Actor) | -       | Ganador   | [ 29 ] |